# Pointe Coupée
La Pointe Coupée (pron. fr. AFI: [pwɛ̃t kupe] - 3.214 m s.l.m.) è una montagna della Catena Emilius-Tersiva nelle Alpi Graie. Si trova in Valle d'Aosta.

## Toponimia
Il toponimo significa "punta tagliata" in lingua francese.

## Caratteristiche
La montagna si trova sullo spartiacque tra il Vallone di Grauson ed il Vallone dell'Urtier a poca distanza dalla Penne Blanche.